# Olej rzepakowy

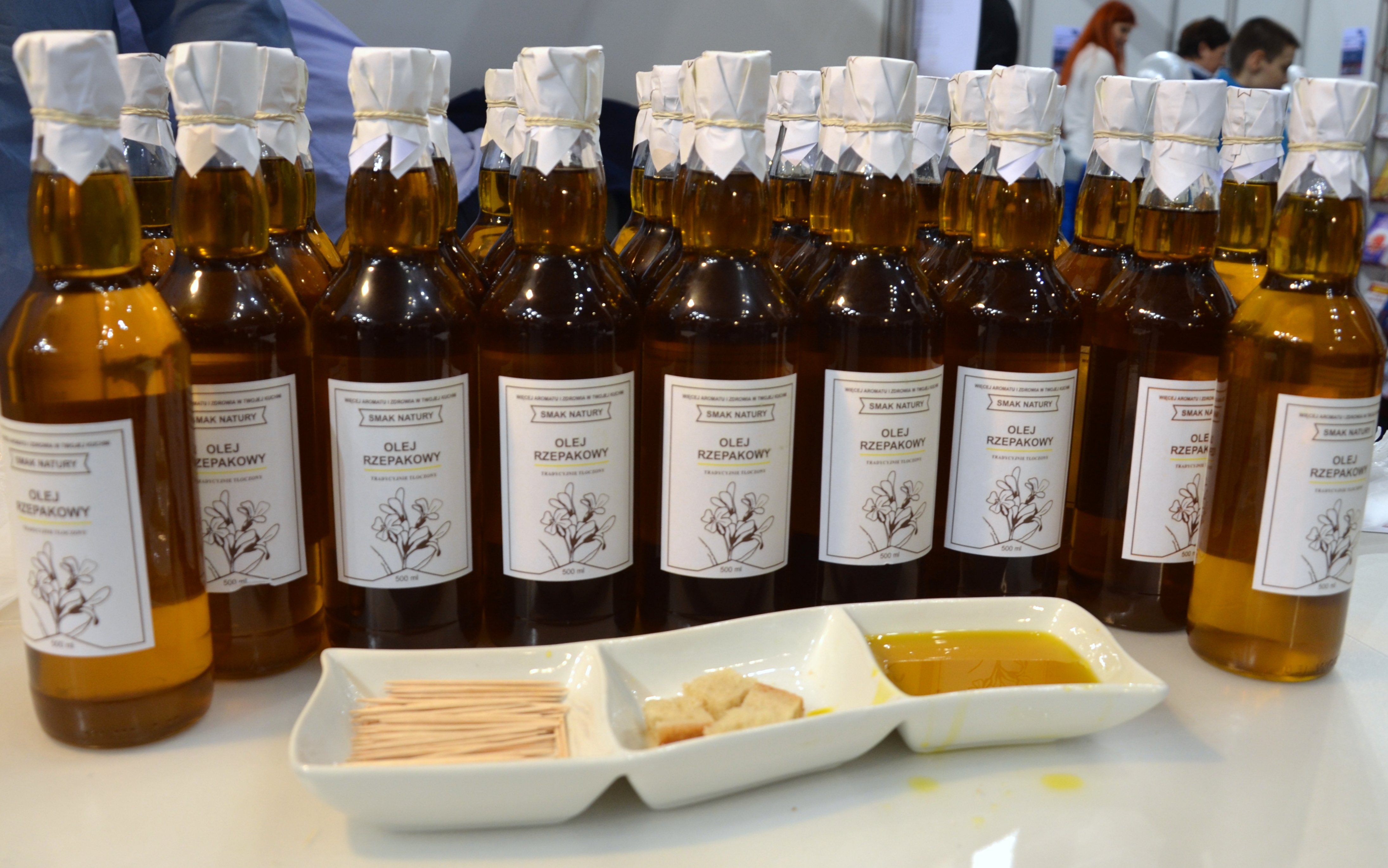
Butelkowany olej rzepakowy tłoczony tradycyjnie, na zimno

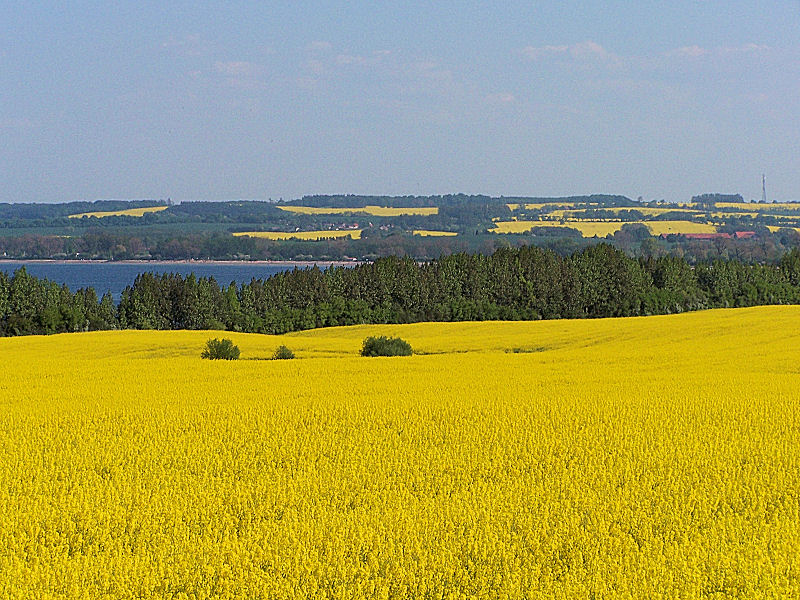
Pola rzepaku podczas kwitnienia

Olej rzepakowy – spożywczy olej roślinny wytwarzany z nasion rzepaku. W Polsce, podobnie jak większości krajów Europy jest podstawowym olejem roślinnym z powodu większej wydajności od pozostałych roślin oleistych.

## Proces produkcji
Olej rzepakowy pozyskiwany jest w olejarniach, przeważnie poprzez tłoczenie wstępnie zmiażdżonych nasion zimnych lub podgrzanych w prasach ślimakowych lub walcowych albo poprzez ekstrakcję tłuszczu z nasion za pomocą rozpuszczalników. W zależności od potrzeb w przemyśle stosuje się tłoczenie jednokrotne albo dwukrotne. Podczas tłoczenia na zimno temperatura oleju nie powinna przekraczać 40–50 °C. Przy procesie dwuetapowym drugie tłoczenie przeprowadza się po podgrzaniu wkładu. Olej uzyskany z tłoczenia na gorąco jest następnie poddawany rafinacji.
Ekstrakcja jest stosowana najczęściej wraz z tłoczeniem. Najpierw przeprowadzane jest wstępne tłoczenie, a następnie ekstrakcja z użyciem zazwyczaj heksanu, w której wyniku uzyskuje się roztwór oleju w rozpuszczalniku, tzw. miscelę. Rozpuszczalnik jest odzyskiwany z niej i śruty poekstrakcyjnej. Olej poekstrakcyjny oczyszcza się w procesie rafinacji. Olej uzyskany po tłoczeniu i po ekstrakcji najczęściej miesza się w stosunku 2∶1, uzyskując tzw. olej surowy.
W produkcji oleju rzepakowego ciemne łuski są usuwane z nasion przed tłoczeniem, co ogranicza przedostawanie się zawartych w nich gorzkich substancji do oleju.
Zawartość oleju w nasionach wynosi około 40 do 50%. Produktem ubocznym procesu produkcji metodą tłoczenia są wytłoki, te pochodzące z tłoczenia na zimno stosowane są jako pasza dla zwierząt. Proces tłoczenia jest mniej efektywny niż ekstrakcji, pozostawia w wytłokach 7–8% oleju, podczas gdy śruta poekstrakcyjna zawiera go 1–2%. Jednak tłoczenie, a w szczególności tłoczenie na zimno, praktycznie nie zanieczyszcza środowiska. Dzięki dobrej jakości tak uzyskanego oleju nie wymaga on wcale rafinacji lub wystarcza rafinacja fizyczna, bezpieczniejsza dla środowiska.

## Zastosowanie

### Produkt spożywczy
Olej rzepakowy wytwarzany z pierwotnych odmian rzepaku zawierał dużo substancji gorzkich (glukozynolanów) i toksyczny kwas erukowy, dlatego rzadko był stosowany w celach spożywczych. Kwas ten powoduje stłuszczenie narządów miąższowych i uszkodzenie mięśnia sercowego, blokując w sercu mitochondrialny system enzymatyczny utleniania kwasów tłuszczowych.
Od czasu wyhodowania odmian o niższej zawartości kwasu erukowego i substancji gorzkich, rzepak stał się jedną z najważniejszych roślin oleistych. Pierwsze takie odmiany wyselekcjonowano w późnych latach 60. XX wieku w Kanadzie, następnie ulepszono je w latach 70. (tzw. „0 rzepak”) i 80. (tzw. „00 rzepak”). Dostępny w sprzedaży olej rzepakowy jest uzyskiwany z niskoerukowych odmian o zawartości kwasu poniżej 2% a glukozynolanów do 15 μmol/g.
Od 1995 roku w Unii Europejskiej uprawiane są wyłącznie odmiany niskoeurekowe rzepaku, a w Polsce tylko takie odmiany wpisane są do Krajowego Rejestru Odmian.
Olej rzepakowy rafinowany jest bardziej odporny na działanie wysokiej temperatury niż tłoczony na zimno. Podczas procesu rafinacji jest on pozbawiany zanieczyszczeń, staje się neutralny w smaku i ma długi termin przydatności do spożycia. Nadaje się do przygotowywania potraw w wysokiej temperaturze (smażenie, pieczenie, duszenie). Olej rzepakowy tłoczony na zimno stosowany jest do potraw nie obrabianych termicznie, np. surówek czy sałatek.

#### Wpływ na zdrowie
Olej tłoczony z odmian rzepaku podwójnie ulepszonego, tzw. „00 rzepak”, jest bogatym źródłem sprzyjających zdrowiu steroli roślinnych (725–893 mg w 100 g), podobnie jak oleje kukurydziany, sezamowy i sojowy. Zawiera więcej kwasów omega-3 (8,07%) oraz kwasów omega-6 (17,7%) niż oliwa z oliwek (odpowiednio 0,83% i 9,78%), ale mniej omega-6 niż olej z pestek winogron (ok. 68%) i słonecznikowy (ok. 64%). Jest drugim po oliwie źródłem kwasu oleinowego (odpowiednio 62,97 i 70,12%). Wyróżnia się wśród olejów roślinnych wysoką zawartością witaminy E (29 mg w 100 g) i witaminy K (71,3 μg w 100 g). Wyższą zawartość witaminy E od oleju rzepakowego tłoczonego na zimno ma tylko olej słonecznikowy.
Spośród olejów rzepakowy zawiera najmniej niekorzystnych dla zdrowia kwasów tłuszczów nasyconych (ok. 7%), w oliwie jest ich dwukrotnie więcej.

### Produkt techniczny
Olej rzepakowy znajdował zastosowanie jako olej do lamp, smar i materiał bazowy do produkcji mydła. Jest wykorzystywany do produkcji biodegradowalnych olejów i smarów, jako baza do farb i lakierów lub do plastyfikatorów, środków powierzchniowo czynnych i pestycydów.
Znaczna część produkowanego oleju rzepakowego przetwarzana jest na biodiesel – biopaliwo stosowane zamiast oleju napędowego w silnikach Diesla. Biodiesel może być stosowany samodzielnie lub jako domieszka do zwykłych olejów napędowych, najczęściej 3–5%.
Stosowany w postaci nieprzerobionej instalacje do zasilania silników olejem rzepakowym podgrzewają dla zmniejszenia lepkości i właściwego rozpylenia w komorze spalania.
Paliwo na bazie oleju rzepakowego jest droższe w produkcji od paliw ropopochodnych. W wielu krajach jest promowane za pomocą ulg podatkowych, zwykle w postaci obniżenia akcyzy.